# 세가 시스템 16
세가 시스템 16은 1985년 세가가 개발한 아케이드 시스템 기판이다. 시스템 16은 단종될 때까지 약 40개의 게임이 개발되었으며 기판은 초기형인 시스템 16A와 후기형의 시스템 16B가 있는데 롬 보드는 서로 호환되지 않는다. 또 불법 복제 방지를 위해 많은 보드에서 히타치 FD1094 칩을 달아 게임을 암호화하는 방식을 사용하였다.

## 사양
- CPU: 모토로라 68000 10MHz
- 사운드 CPU: 자일로그 Z80 4MHz (시스템 16B에서는 5MHz)
- 사운드 칩: 야마하 YM2151 4MHz + NEC uPD7751 ADPCM 디코더 (시스템 16B에서는 Nec uPD7759 내장)
- 그래픽: 320 * 224 , 4096색
- 보드 조합: 메인 보드 + 롬 보드
- 기능: 동시에 128 스프라이트 표시 가능 , 2 타일 레이어, 1 텍스트 레이어, 1 스프라이트 레이어 (시스템 16B에서만 확대, 축소 가능)

## 시스템 16A 게임
- Action Fighter (1986)
- Alex Kidd: The Lost Stars (1986)
- Fantasy Zone (1986)
- SDI (1987)
- Shinobi (1987)
- 스케반 작사 류코 (Sukeban Jansi Ryuko) (1988)
- Tetris (1988)
- Time Scanner (1987)
- Wonder Boy III: Monster Lair (1988)

## 시스템 16B 게임
- Ace Attacker (1989)
- Alien Syndrome (1987)
- 수왕기 (Altered Beast) (1988)
- Aurail (1990)
- Bay Route (1989)
- Bullet (1987)
- Charon (198?)
- Cotton (1991)
- Dunk Shot (1986)
- Dynamite Dux (1988)
- Cyber Police Eswat (1989)
- Excite League (1989)
- Flash Point (1989)
- Golden Axe (1989)
- Heavy Weight Champ (1988)
- M.V.P. (1989)
- Passing Shot (1988)
- Riot City (1991)
- Ryu Kyu (1990)
- SDI / Defense (1987)
- Shinobi (1987) Version B
- Sonic Boom (1987)
- 스케반 작사 류코 (Sukeban Jansi Ryuko) (1988)
- Super League (1988)
- Tetris (1988)
- Time Scanner (1987)
- 등용문 (Toryumon) (1994)
- Tough Turf (1989)
- Wrestle War (1989)
- Wonder Boy III: Monster Lair (1988)